# 치악역
치악역(Chiak station, 雉岳驛)은 강원도 원주시 판부면 금대3리에 위치한 중앙선의 철도역이었다.
1956년에 개업하였으며 어떤 여객열차도 정차하지 않는다. 이 역과 금교역 사이에 길아천철교와 똬리굴(루프형 낙하터널)이 있다.

## 역사
- 1956년 7월 11일 : 신호장으로 영업 개시
- 1958년 1월 1일 : 보통역으로 승격[1]
- 1974년 3월 15일 : 화물 및 소화물 취급 중지
- 1976년 7월 10일 : 화물취급 중지[2]
- 1977년 5월 16일 : 여객취급 중지[3]
- 1977년 9월 15일 : 신호장으로 격하[4]
- 1989년 12월 12일 : 현재의 역사 준공
- 1995년 8월 10일 : 배치간이역으로 승격[5]
- 2013년 : 무배치간이역으로 격하
- 2021년 1월 5일 : 폐역